# 8946 Yoshimitsu
8946 Yoshimitsu eller 1997 CO är en asteroid i huvudbältet som upptäcktes den 1 februari 1997 av den japanska astronomen Takao Kobayashi vid Ōizumi-observatoriet. Den är uppkallad efter Tetsuo Yoshimitsu.
Den tillhör asteroidgruppen Koronis.